# Simulium ruficorne
Simulium ruficorne är en tvåvingeart som beskrevs av Macquart 1838. Simulium ruficorne ingår i släktet Simulium och familjen knott. Inga underarter finns listade i Catalogue of Life.